# Victoria Benedictsson

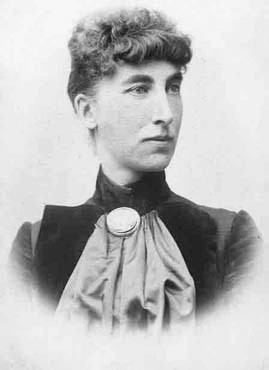
Victoria Benedictsson

Victoria Maria Benedictsson, geb. Bruzelius (* 6. März 1850 auf dem Gut Domme (Schonen); † 21. Juni 1888 in Kopenhagen) war eine schwedische Schriftstellerin.

## Leben
Benedictsson stammte aus einer konservativen Pastorenfamilie, welche sie in eine Vernunftehe zwang. Obwohl sie von einer Künstlerlaufbahn geträumt hatte, musste sie einen mehr als doppelt so alten, ungeliebten Mann heiraten, mit dem sie zwei Kinder bekam. Sie kümmerte sich gewissenhaft um Haus und Erziehung im südschwedischen Hörby. Nach einer langwierigen Beinerkrankung, die sie ans Bett fesselte und ihr Zeit für ihre Studien ließ, sowie unter dem Einfluss eines freigeistigen Amerikaners, der ein Bekannter der Familie war, löste sie sich schließlich allmählich von ihren traditionellen konservativen Anschauungen.
Die ersten Veröffentlichungen wurden noch unter dem Pseudonym Tardif publiziert und standen ganz unter dem Einfluss von Axel Lundegård, dem Sohn des Pastors von Hörby. Mit ihrer Erzählsammlung Aus Skåne, die unter dem Namen Ernst Ahlgren erschienen, feierte sie einen ersten großen literarischen Erfolg. Danach folgte der Roman Geld, der großteils autobiographisch, das Problem der modernen Frau, das Geschlechterproblem und die Emanzipation thematisierte, und ihr größter Erfolg wurde. 1885 lernte sie in Kopenhagen Georg Brandes und seinen Kreis kennen. Sie hielt sich danach einige Monate in Stockholm auf, wo sie mit den Literaten des „Jungen Schweden“ bekannt wurde und sich in den dortigen literarischen Salons einen Namen machte.
1886 ging sie zurück nach Kopenhagen, wo sie sich in den bewunderten Georg Brandes verliebte. Sie wurde aber von dem verheirateten Mann lediglich benutzt. Sie veröffentlichte den Roman Frau Marianne, in dem es wieder um Eheprobleme ging. Als dieser von Georg Brandes Bruder Edvard Brandes in der Zeitung Politiken sehr negativ beurteilt wurde, geriet Benedictsson in eine tiefe Krise. Nach schweren Depressionen verübte sie im Januar 1888 einen ersten Selbstmordversuch. Lundegård, ihr Förderer, konnte sie kurzzeitig wieder aufrichten. Sie erhielt ein Stipendium der Schwedischen Akademie und konnte für einige Zeit nach Paris fahren. 
Da sie aber literarisch kein Ziel mehr vor Augen sah und sich auch nicht von ihrer unglücklichen Liebe zu Brandes befreien konnte, nahm sie sich in der Nacht auf den 22. Juni 1888 in einem Kopenhagener Hotel das Leben. Sie hinterließ zwei Abschiedsbriefe, einen an ihren Freund Lundegård, in dem sie ihm auftrug, auch den zweiten Brief, der an Georg Brandes gerichtet war, zu lesen. Brandes erhielt seinen Brief jedoch, ohne dass Lundegård diesen vorher lesen konnte.
Axel Lundegård gab ihren Nachlass heraus, veröffentlichte eine siebenbändige Werkausgabe und verfasste eine Biographie der Schriftstellerin. Victoria Benedictsson gilt allgemein als bedeutendste Autorin der schwedischen Moderne nach August Strindberg. Der größte Teil ihres literarischen Erbes befindet sich im Archiv in der Manuskriptabteilung der Universitätsbibliothek Lund. Ihr Leben als Frau in einer Zeit des Umbruchs fand wiederholt das Interesse von Wissenschaftlern, Publizisten und der Frauenforschung. Im deutschen Sprachraum wurde ihr Werk bislang wenig beachtet, es existieren nur wenige Übersetzungen.

## Werke
- Från Skåne, Novellen 1884
- Pengar, Roman 1885 (dt. Geld, 1890)
- Geld : Roman, Zug: Achius, 2003, ISBN 3-905351-03-X
- Final, Schauspiel 1885
- Fru Marianne, Roman 1886 (dt. Frau Marianne, 1897), Verfilmung Schweden 2000 (TV)
- Folklif och smaberättelser, Erzählungen 1887
- Teorier, Lustspiel 1887
- Dikter, 1888
- Den bergtagna, Schauspiel 1888
- Modern, Roman
- Samlade Skrifter av Ernst Ahlgren, Werke, 7 Bde., 1918–20
- Aus dem Dunkel, Erzählung, dt. 1911
- Cedergren soupiert heute. Ein Bild aus dem schwedischen Studentenleben, dt. 1912
- Herr Tobiasson. Eine Stockholmer Weihnachtsgeschichte, dt. 1912
- Nach dem Markttage und Feine Leute. Zwei Erzählungen, 1913
- Kameraden, Erzählung, dt. 1924
- Verbrecherblut, Erzählung, dt. 1998